# Neolemonniera clitandrifolia
Neolemonniera clitandrifolia är en tvåhjärtbladig växtart som först beskrevs av Auguste Jean Baptiste Chevalier, och fick sitt nu gällande namn av Hermann Heino Heine. Neolemonniera clitandrifolia ingår i släktet Neolemonniera och familjen Sapotaceae. IUCN kategoriserar arten globalt som starkt hotad. Inga underarter finns listade i Catalogue of Life.